# Dufourea fallugiae
Dufourea fallugiae là một loài Hymenoptera trong họ Halictidae. Loài này được Cockerell mô tả khoa học năm 1906.